# San Luis Obispo
San Luis Obispo ist eine Stadt im San Luis Obispo County im US-Bundesstaat Kalifornien mit 47.063 Einwohnern (Stand: Volkszählung 2020).
Sie ist Sitz der Countyverwaltung (County Seat) des Countys. Das Stadtgebiet hat eine Größe von 28,1 km². Die Stadt verfügt über einen Flughafen, den San Luis Obispo County Airport (KSBP/SBP). In der Stadt befindet sich die California Polytechnic State University.
Die Metropolregion, die San Luis Obispo zusammen mit den Städten Arroyo Grande und El Paso de Robles bildet, hatte 2020 rund 282.500 Einwohner.
San Luís Obispo erhielt am 18. Februar 1850 seinen Namen nach der Missionsstation Mission San Luis Obispo de Tolosa, nach deren Gründung der Ort entstand. Die Bezeichnung „St. Ludwig der Bischof“ bezieht sich auf Ludwig von Toulouse.

## Verkehr
San Luis Obispo ist der nördliche Endpunkt der von Amtrak mehrmals täglich nach Los Angeles und bis San Diego angebotenen Bahnverbindung Pacific Surfliner. Weiters verkehrt hier auch der Amtrak-Zug Coast Starlight zwischen Los Angeles und Vancouver. 
In der Nähe der Stadt befindet sich der Flughafen San Luis Obispo County Regional Airport 3 km südöstlich der Stadt. Er liegt einen Kilometer vom U.S. Highway 101 entfernt.

## Persönlichkeiten
- Arron Oberholser (* 1975), Profigolfer
- Stephanie Brown Trafton (* 1979), Diskuswerferin, Olympiasiegerin 2008
- Wolfgang Gartner (* 1982; bürgerlich: Joey Youngman), Electro-House-Produzent und DJ
- Jenaveve Jolie (* 1984), Pornodarstellerin
- Van White (* 1984), Schauspieler, Stuntman, Stunt Coordinator, Filmproduzent, Filmregisseur und Drehbuchautor
- Michelle Sechser (* 1986), Ruderin
- Zac Efron (* 1987), Schauspieler
- Chris Seitz (* 1987), Fußballspieler
- Kami Craig (* 1987), Wasserballspielerin
- Dylan Efron (* 1992), Filmproduzent und Stuntman
- Dasha (* 2000), Country-Sängerin
- Cody Williams (* 2004), Basketballspieler